# Dalva Damiana de Freitas
Dona Dalva Damiana de Freitas (Cachoeira-BA, 27 de setembro de 1927) é uma compositora e cantora brasileira, líder do Grupo de Samba de Roda Suerdieck e integrante da Irmandade da Boa Morte.
Sua mãe era operária da fábrica de charutos Danemman e o pai, sapateiro e guarda em Feira de Santana. Porém, Dona Dalva foi criada pela avó, que era lavadeira. Mãe de cinco filhos, começou a trabalhar aos 14 anos, nas fábricas de charutos da região de Cachoeira. Foi enquanto trabalhava na Fábrica de Charutos Suerdieck que começou a compor e organizar seus primeiros grupos de samba de roda. Fundou em 1961 o Grupo de Samba de Roda Suerdieck.
Seu grupo teve papel importante para que o Samba de Roda do Recôncavo da Bahia fosse tombado pelo IPHAN como Patrimônio Imaterial Nacional  e posteriormente reconhecido pela Unesco como Patrimônio Imaterial da Humanidade. Em 2012, recebeu o título de Doutora Honoris Causa da Universidade Federal do Recôncavo da Bahia (UFRB).

## Filmografia
| Ano  | Título          | Papel     |
| ---- | --------------- | --------- |
| 2017 | Café com canela | Ela mesma |